# Manfred Gelpke
Manfred Gelpke (ur. 3 marca 1940 w Dreźnie) – niemiecki wioślarz reprezentujący NRD, srebrny medalista olimpijski.

## Kariera
Wystąpił na igrzyskach olimpijskich w Meksyku w 1968, gdzie osada NRD w składzie: Peter Kremtz, Roland Göhler, Manfred Gelpke, Klaus Jacob i Dieter Semetzky (sternik) zdobyła srebrny medal w czwórkach ze sternikiem. W wyścigu finałowym o 2,58 sekundy przegrali z osadą Nowej Zelandii, a o 0,84 sekundy wyprzedzili osadę Szwajcarii. Był to jego jedyny start olimpijski.
Trzykrotnie zdobywał tytuł mistrza kraju: w dwójkach bez sternika w 1966, w ósemkach w 1968 i w czwórkach ze sternikiem w 1969. Ukończył studia na Deutsche Hochschule für Körperkultur (DHfK) i po zakończeniu kariery pracował jako nauczyciel wychowania fizycznego.